# Servílio de Jesus Filho
Servílio de Jesus Filho (São Paulo, 15 oktober 1939 - aldaar, 8 juni 2005) was een  Braziliaanse voetballer, beter bekend onder zijn spelersnaam Servílio. 

## Biografie
Servílio is de zoon van Corinthians-legende Servílio de Jesus. Hij begon zijn carrière bij Araquara en maakte in 1958 de overstap naar Portuguesa. In 1960 werd hij met de club vicekampioen van het Campeonato Paulista achter het Santos van Pelé. In 1963 ging hij voor Palmeiras spelen. Met deze club won hij twee keer de staatstitel, één keer het Torneio Rio-São Paulo en in 1967 de Taça Brasil en Torneio Roberto Gomes Pedrosa. Beide toernooien worden officieel als landstitel erkend. Hierdoor nam hij met de club deel aan de Copa Libertadores van 1968. Met de club bereikte hij de tegen het Argentijnse Estudiantes. In La Plata kwam Palmeiras op voorsprong na een goal van Servílio, maar Verón en Eduardo Flores scoorden daarna nog voor Estudiantes. In de terugwedstrijd won Palmeiras met 3-1, dankzij goals van Rinaldo en Tupãzinho. Hierdoor kwam er een derde beslissende wedstrijd, die op neutraal terrein in Montevideo gespeeld werd. Estudiantes won deze wedstrijd met 0-2 en kroonde zich tot kampioen.
Nadat hij ook voor Corinthians speelde ging hij een jaar voor het Mexicaanse Atlas spelen en keerde daarna terug naar Brazilië. Hij beëindigde zijn carrière bij het Venezolaanse Carabobo.
Hij overleed op 65-jarige leeftijd aan een hartaanval.